# Boxtel's Harmonie
Boxtel's Harmonie is een muziekvereniging, opgericht op 10 juli 1908 in Boxtel. De vereniging heeft een harmonieorkest, een slagwerkensemble, een opleidingsorkest, een band (De Aggemarvanhuisaf Band) en een koperkwintet. De vereniging biedt muziekopleidingen aan door professionele leraren.